# Perry Paul
Perry Paul (bürgerlicher Name Helmut Paul; * 26. August 1953 in Krumbach) ist ein deutscher Bauchredner und Zauberkünstler. Zusammen mit Ehefrau und Partnerin Eva Maria („Perry&Eve“) gewann er den Grand Prix der Illusionen (1981). Er ist Vorsitzender des Magischen Zirkels von Mindelheim (1993) und Gründungsmitglied des Rotary-Clubs Krumbach Distrikt 1840.

## Biografie
Geboren als Sohn eines Schulleiters besuchte Perry Paul nach seinem Abitur am Simpert-Kraemer-Gymnasium Krumbach die Universität Augsburg, wo er 1976 seinen Abschluss in Pädagogik, Mathematik und Sport machte.
Mit der Zauberei begann er bereits im Alter von 11 Jahren und mit 17 hatte er seinen ersten öffentlichen Auftritt.
Das Bauchreden erlernte er autodidaktisch neben seiner  fünfjährigen Laufbahn als Lehrer. Der erste Fernsehauftritt folgte bereits im Dezember 1979 bei einer Wohltätigkeitsveranstaltung der Humedica.
Im selben Jahr wurde er mit dem Preis Rivera e Musica für die beste Bühnendarbietung der Saison in Alassio ausgezeichnet. Der internationale Durchbruch gelang ihm mit dem Gewinn des Grand Prix der Illusionen für die modernste Bühnenshow.
Auf Grund seines Erfolges als Bühnen-Künstler beendete er seine Lehrer-Karriere (1982) und wurde professioneller Entertainer.
Seine Kunst, welche er auch in der englischen Sprache beherrscht, brachte ihm internationale Erfolge ein. Unter anderem zeigte er in der Antarktis die südlichste Bauchrednershow der Welt (2006). Ob Hawaii, Papua-Neuguinea oder das Bundes-Kanzlerfest, Perry hat alle Kontinente und über 85 Länder der Welt beruflich bereist.
Seine heutigen Shows zeichnen sich aus durch intelligenten Humor, niveauvolle Präsentation, adaptive Show-Konzepte und perfekte Bauchredner-Technik. Perry ist seit 1980 regelmäßig auf Kreuzfahrtschiffen engagiert. Seit 2004 ist er ein fester Bestandteil der TV-Sendung Schwaben weissblau im BR. Seit 2009 tourt er mit seinem Solo-Programm Träume Lachen durch ganz Deutschland.
Von der Presse wird er als der „Gentleman-Bauchredner Deutschlands“ bezeichnet.